# Конечка джамия
Конечката джамия (на македонска литературна норма: Конечка џамија) е мюсюлмански храм в радовишкото село Конче, Северна Македония. Сградата е единствената действаща джамия в района.
Джамията е разположена в центъра на Конче. Годината на изграждане е неизвестна. В миналото пострадва от голям пожар, в който изгаря голяма колекция книги и документи. Съдейки по архитектурата на храма, той е о от късната османска епоха. Посредните архитектурни намеси са от XIX век. На мястото на старото минаре с едно шерефе в 2011 година е изградено по-високо с две шерефета. Пред входната врата е изграден трем. Вътрешността е богато декорирана, стените са изписани и украсени с керамични плочни с флорални елементи в традиционен ислямски стил. Изписани са и цитати от Корана с арабска калиграфия.